# La Magdelaine-sur-Tarn
 La Magdelaine-sur-Tarn  là một xã thuộc tỉnh Haute-Garonne trong vùng Occitanie tây nam nước Pháp. Xã này nằm ở khu vực có độ cao trung bình 116 mét trên mực nước biển.

## Di tích

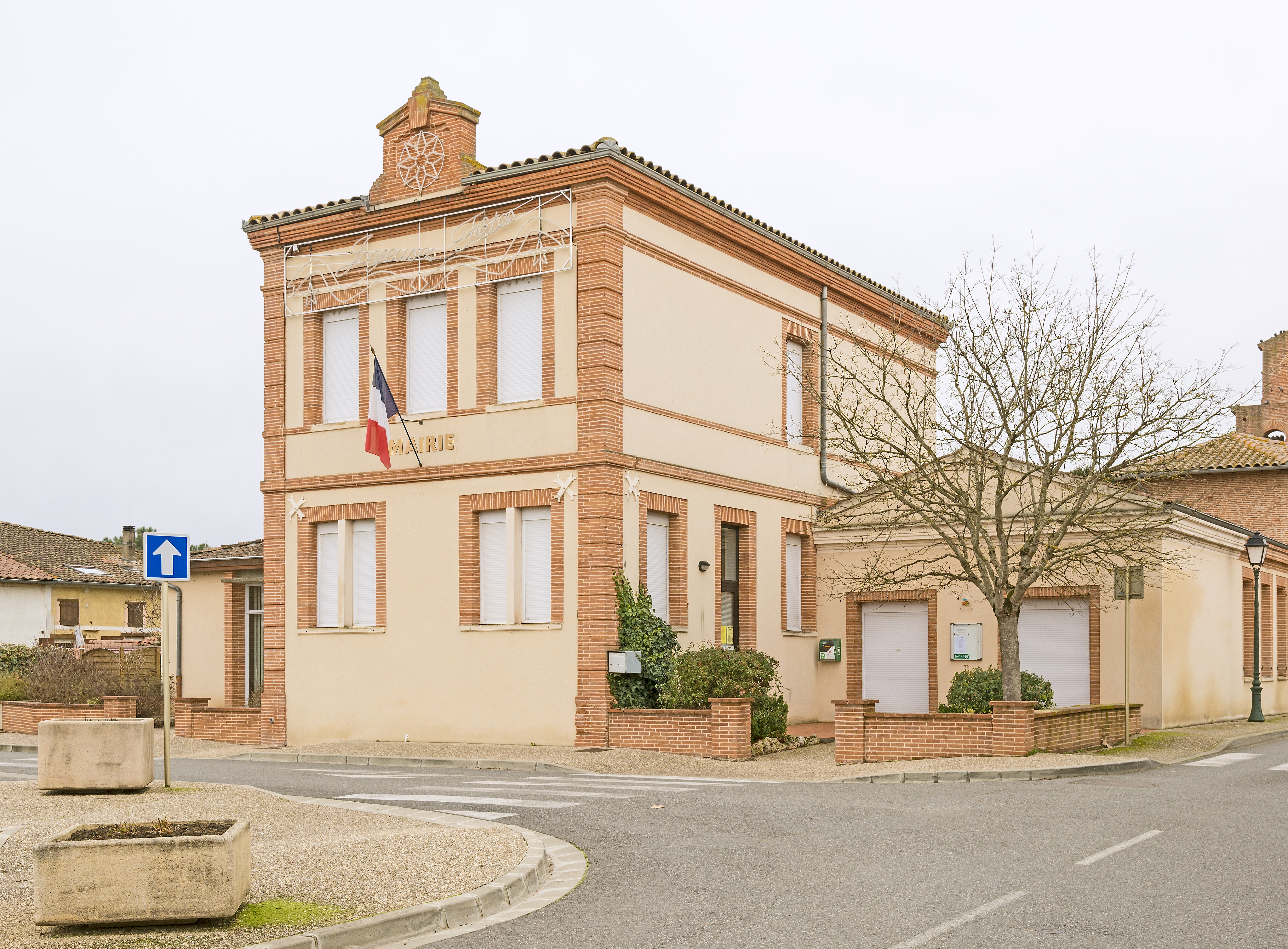
Tòa thị chính.
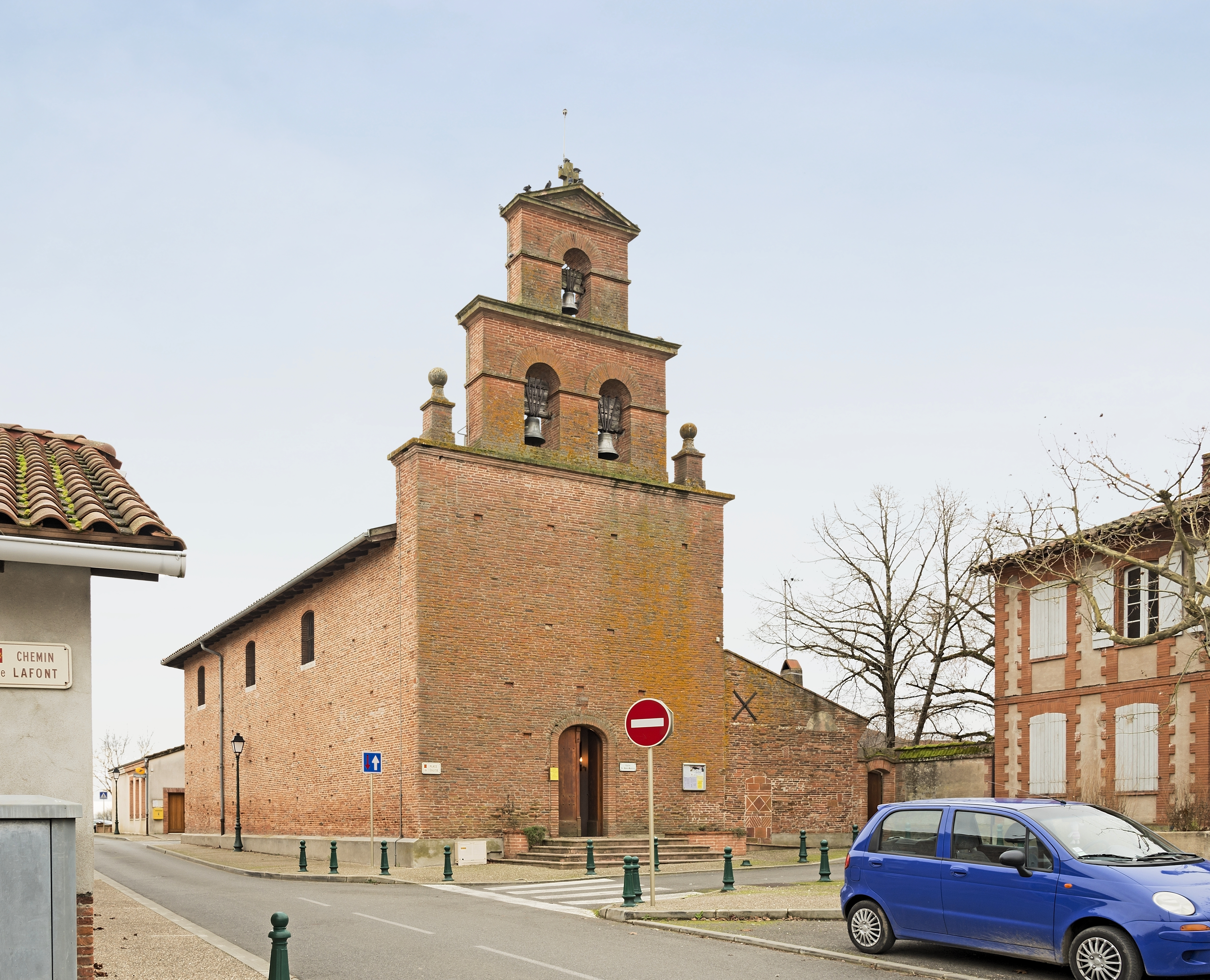
Nhà thờ.
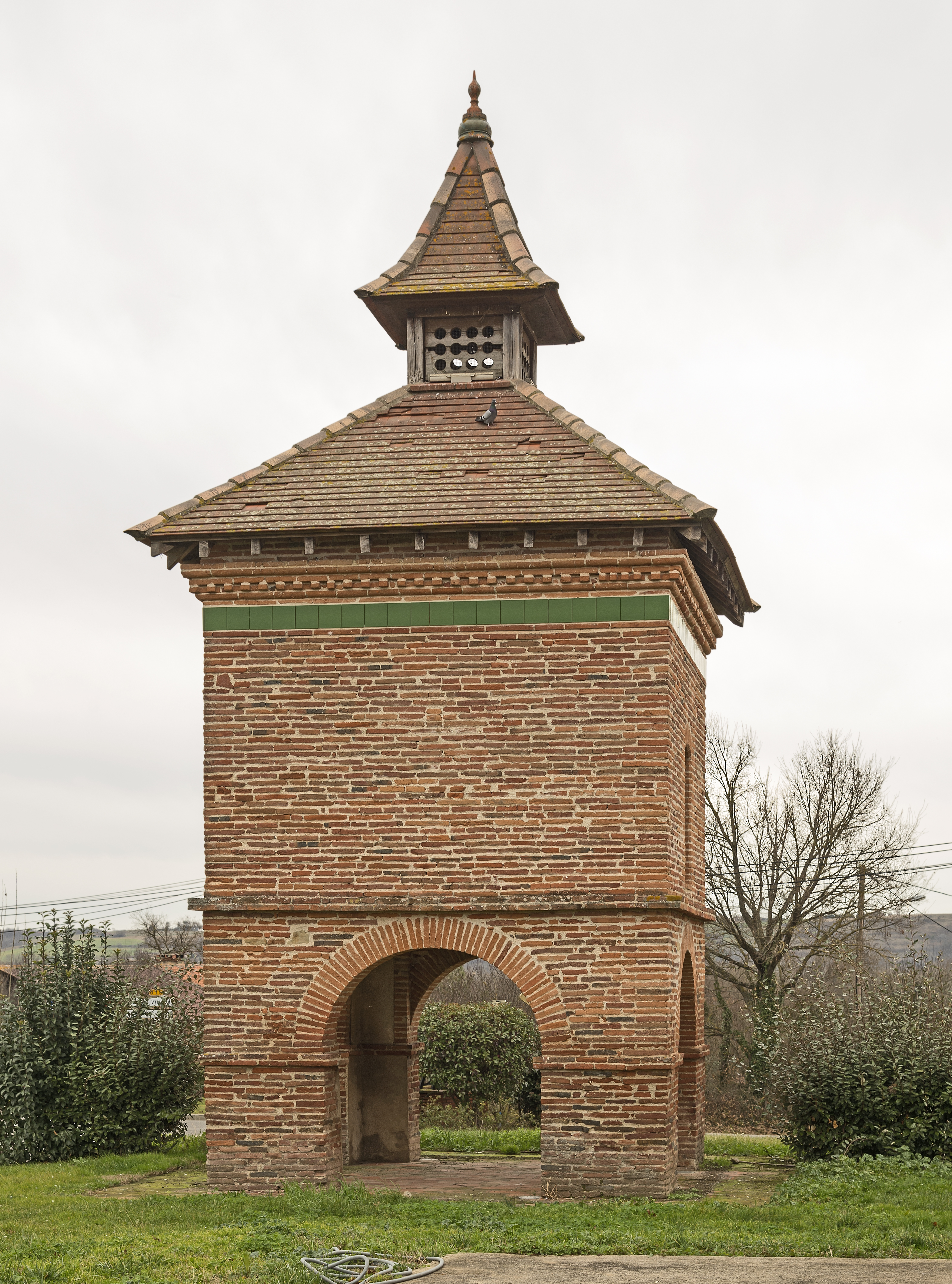
Các chuồng bồ câu.